# Stanisław Łubieński (Bischof)
Stanisław Łubieński (* 1573 in Łubna; † 16. April 1640 in Wyszków) war ein polnischer königlicher Vizekanzler, Bischof und Publizist. Er war der Bruder des Erzbischofs Maciej Łubieński aus dem Adelsgeschlecht Łubieński (Wappenzweig Herb Pomian).

## Leben
Łubieński studierte in Granz, Perugia und Rom. Ab 1591 war er königlicher Sekretär und begleitete 1593 Sigismund III. Wasa nach Schweden. Er war Abgeordneter für den Sejm und ab 1599 Kanoniker in Gnesen, ab 1613 Kanoniker in Krakau und ab 1615 Archidiakon in Krakau. Von 1618 bis 1625 war er Abt der Abtei Tyniec, ab 1624 Bischof in Łuck, von 1625 bis 1627 königlicher Vizekanzler und ab 1627 Bischof von Płock.
Politisch unterstützte er Sigismund III. Wasa sowie Władysław IV. Wasa. Zudem war ein Förderer der Wissenschaft und Dichtung und legte eine große Bibliothek in Pułtusk an. Er verfasste historische und politische Schriften, die erst posthum publiziert wurden.

## Publikationen
- Opera posthuma historica historopolitica variique discursus, 1643